# Espacinha
Espacinha é um distrito do município brasileiro de Nova Russas, no interior do estado do Ceará. De acordo com o Instituto Brasileiro de Geografia e Estatística (IBGE), sua população no ano de 2010 era de 1 173 habitantes, sendo 575 homens e 598 mulheres, possuindo um total de 415 domicílios particulares. Foi criado pela lei municipal nº 266, de 23 de agosto de 1993.
O distrito é bastante conhecido pelos grandes eventos, que ajudam na arrecadação de renda local, a exemplo da vaquejada do Parque São Francisco, realizada no último fim de semana do mês de maio. Tem como sua padroeira local Nossa Senhora de Fátima, que é homenageada durante o mês de maio com festas, bingos e outros eventos. Espacinha é cortado pelo riacho Grota Grande, tendo como principal curso local o Rio Acaraú, e no entorno da sede distrital se encontram as localidades de Pereiros, Peixe, Mata Fresca, Pitombeiras, Retiro, Espacinha de Baixo, Patos, Canafístula, Extremas e Assentamento Santana.[carece de fontes?]